# Église de Théodose-des-Grottes
L'église de Saint-Théodose (ukrainien : Церква Феодосія Печерського) est un édifice religieux situé en Ukraine à Kiev qui fait partie de la laure des Grottes de Kiev. 

## Histoire
Elle est dédiée à Théodose des Grottes. Elle a été érigée entre 1698 et 1700 aux frais du colonel cosaque Constantin Mokievsky sur le site d'une ancienne église en bois.

## Galerie d'images

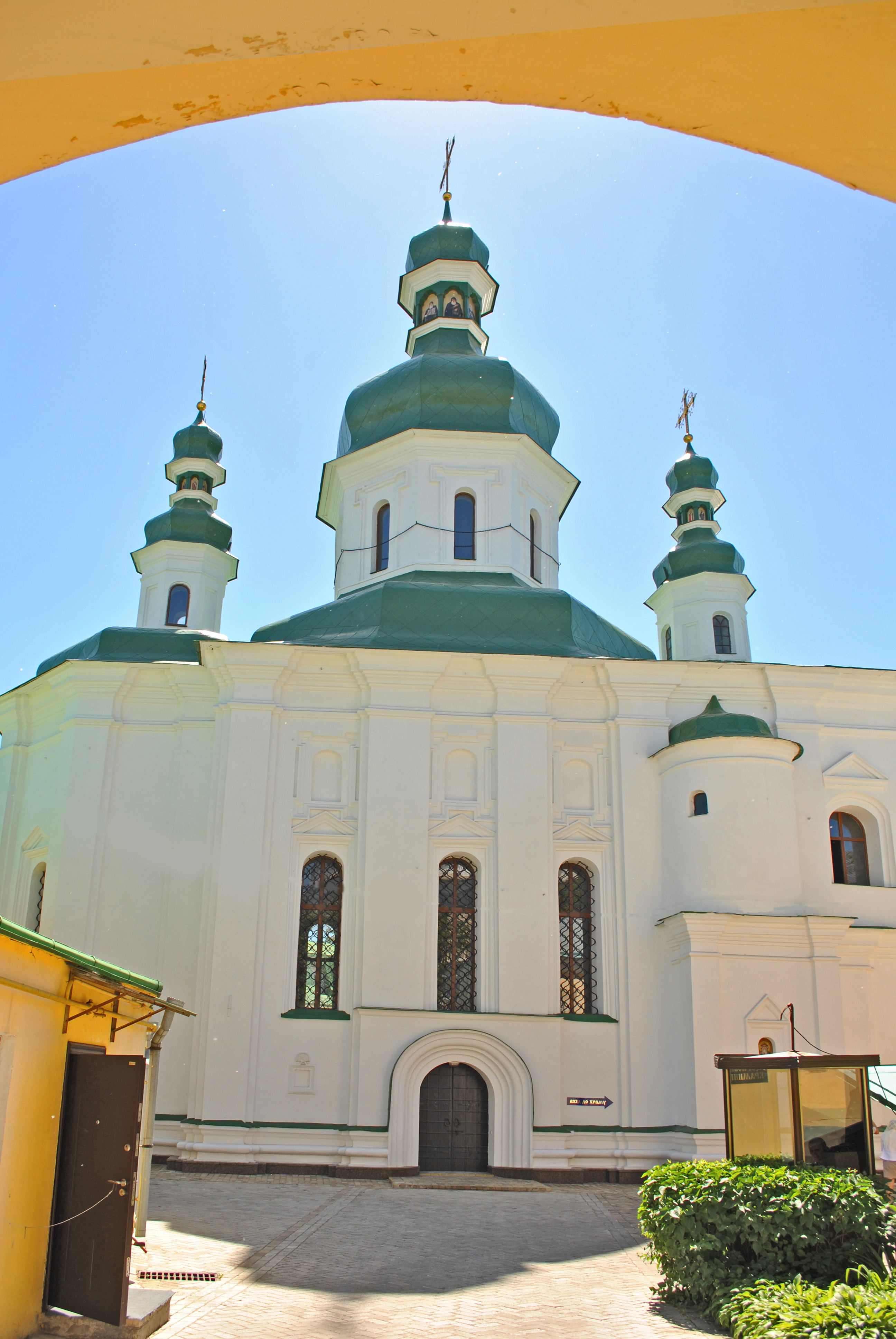
L'église et une porte.
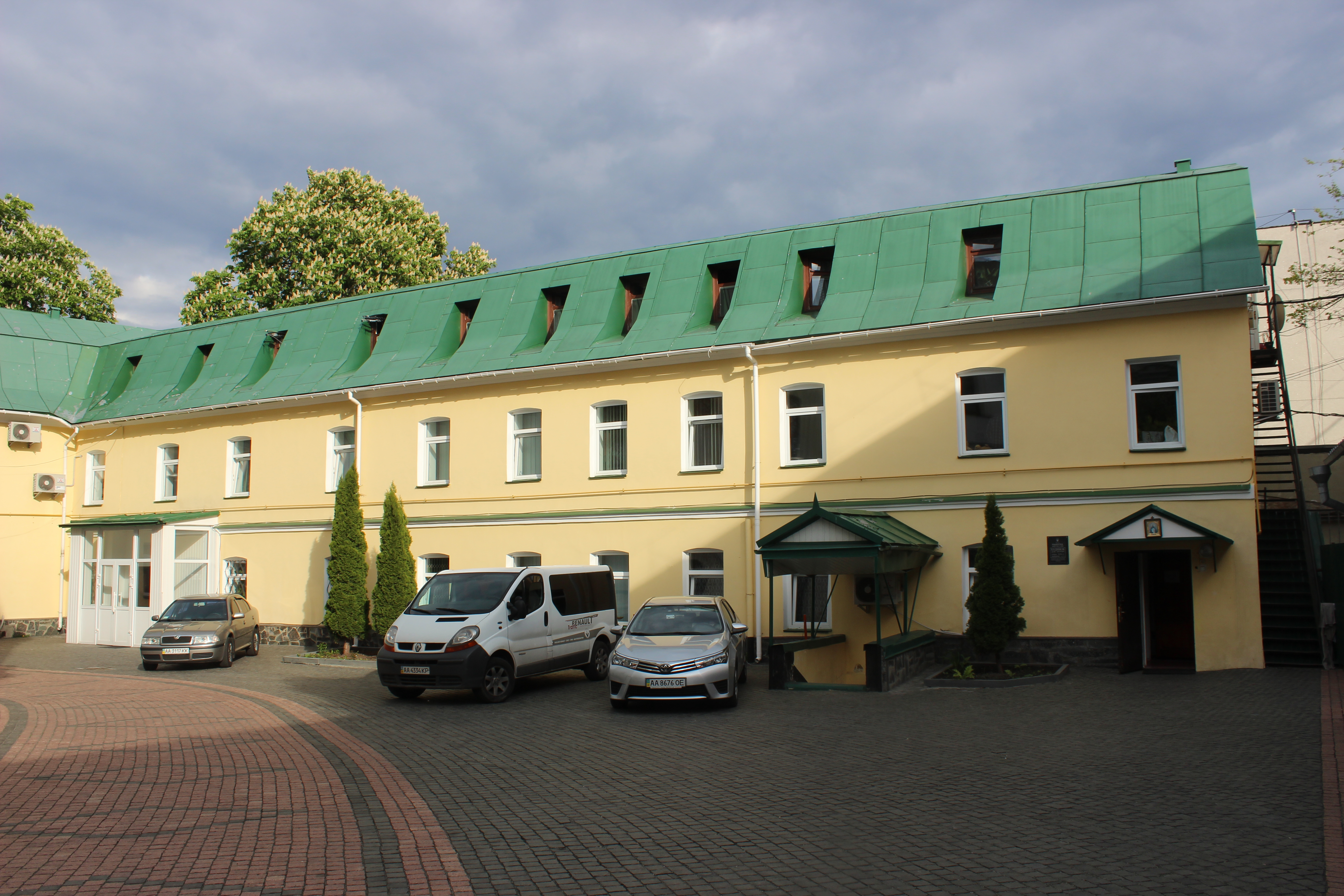
Cellules monacales classées[2].
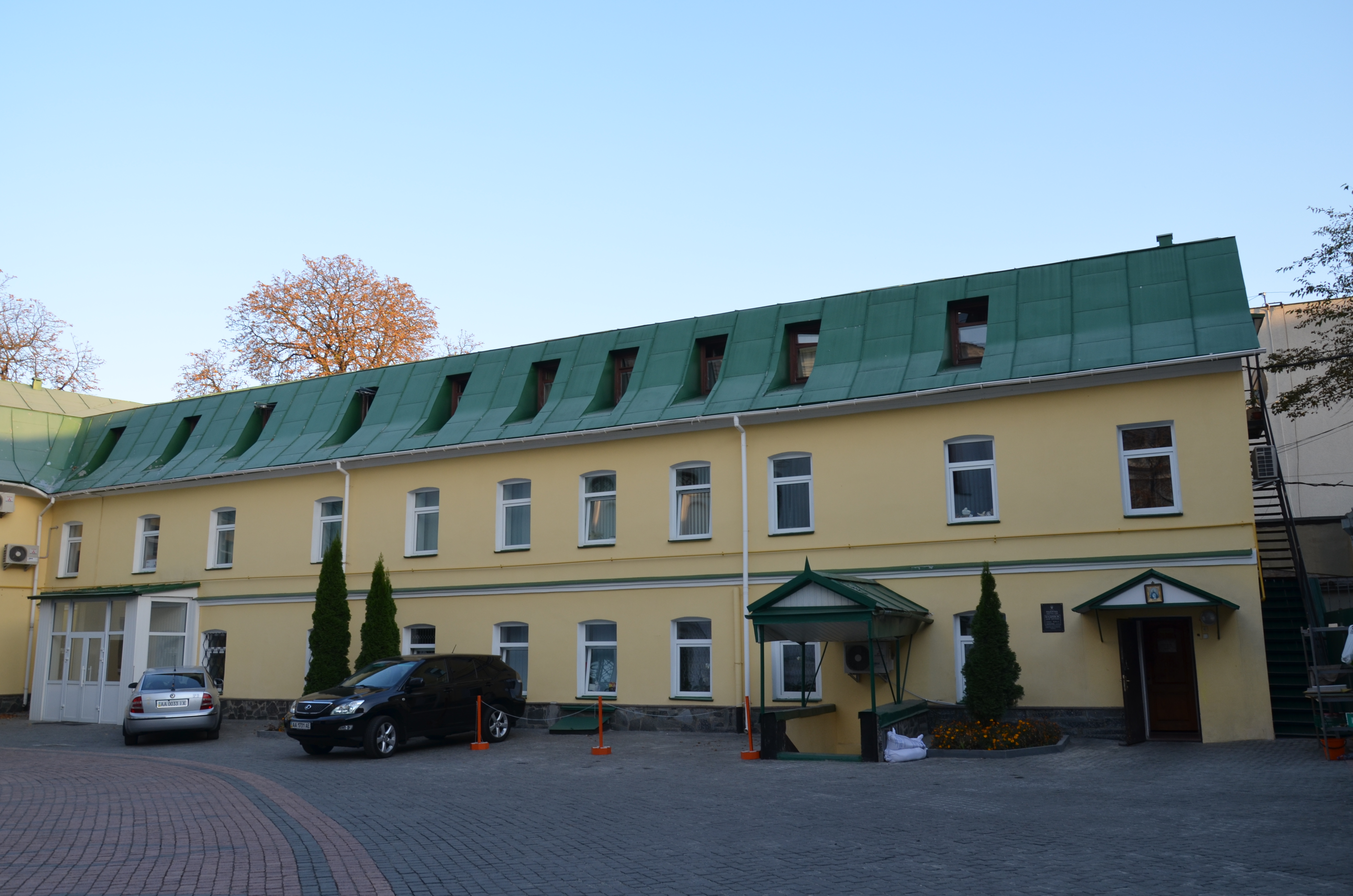
Hostellerie classée[3].
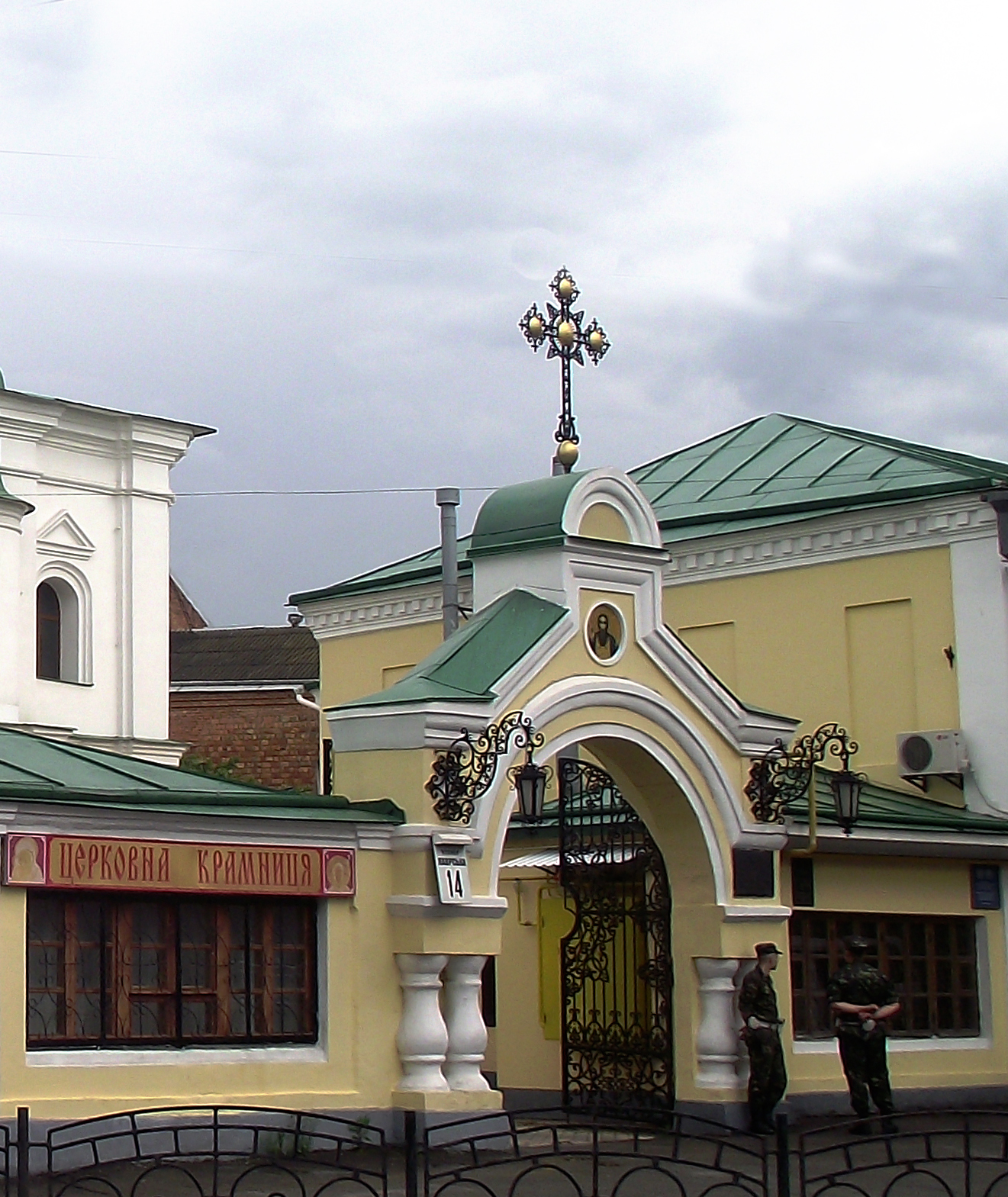
Portail classé[4].
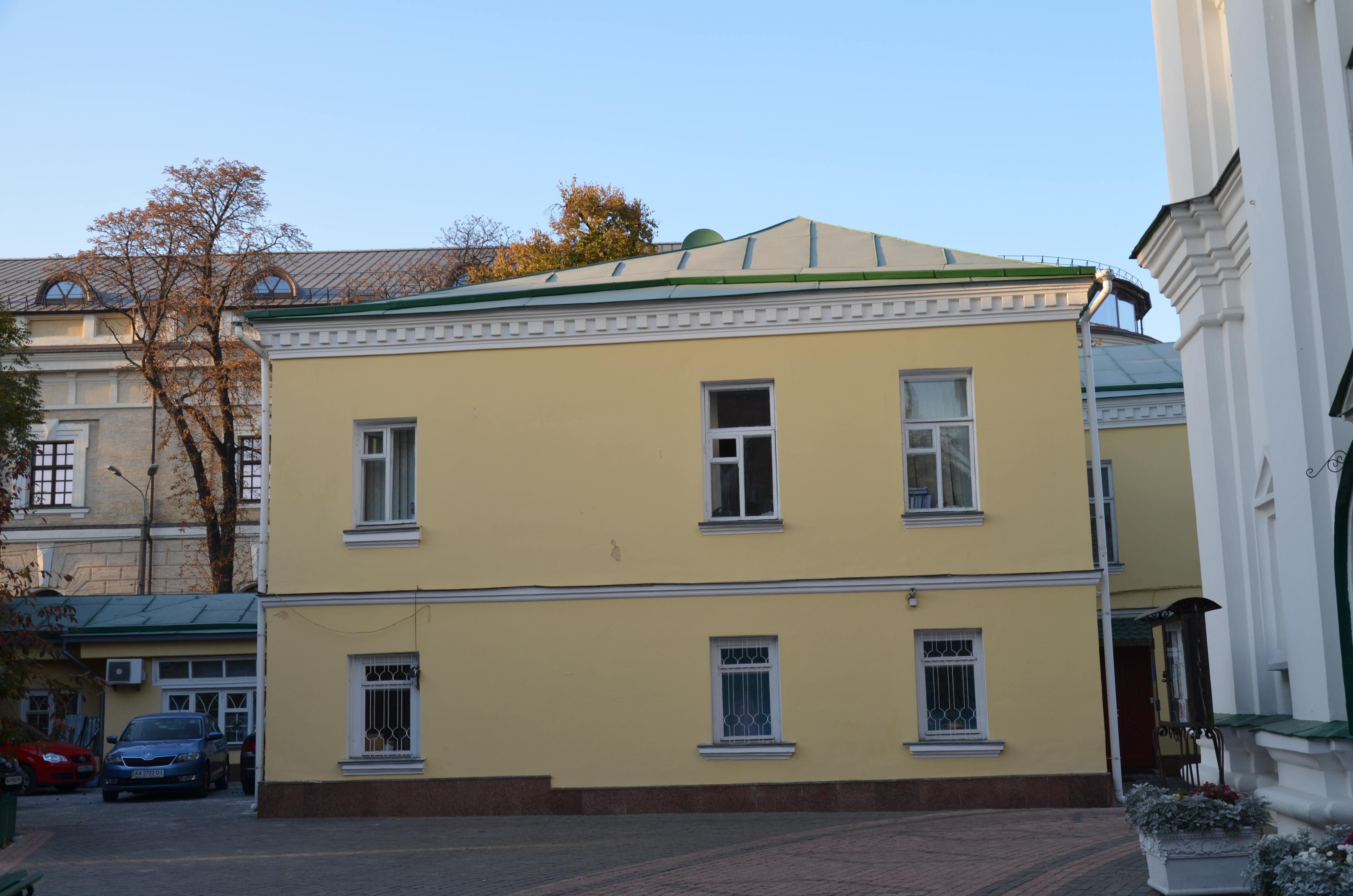
Demeure de l'higoumène classée[5].